# エイスク
エイスク（ロシア語: Ейскイェーイスク)は、ロシア連邦の南部連邦管区・クラスノダール地方の港湾都市で、リゾート都市。人口は8万2493人（2021年）。

## 概要
アゾフ海のタガンログ湾に面する。現在の町は、ロシア皇帝ニコライ1世の命により1848年に町が建設されたのが始まりである。
エイスクは医学的に効果があるとされる鉱泉や粘土で有名で、市内には保養施設や療養施設が多い。5月からは海水浴客で賑わい洒落たレストランやカフェ・バーなどが多い。
2022年ロシアのウクライナ侵攻の最中である10月17日、訓練中の戦闘機が9階建てのアパートに墜落。火災が発生して少なくとも1人が死亡、3人が負傷した。

## 姉妹都市
- バラーナヴィチ、ベラルーシ
- ボリソフ、ベラルーシ